# Rho Pavonis
Rho Pavonis (107 Pavonis) é uma estrela na direção da constelação de Pavo. Possui uma ascensão reta de 20h 37m 35.24s e uma declinação de −61° 31′ 47.1″. Sua magnitude aparente é igual a 4.86. Considerando sua distância de 195 anos-luz em relação à Terra, sua magnitude absoluta é igual a −0.67. Pertence à classe espectral Fm delta Del. É uma estrela variável δ Scuti.